# Фаульхабер, Михаэль фон
Михаэль фон Фаульхабер (нем. Michael von Faulhaber; 5 марта 1869, Клостерхайденфельд, Нижняя Франкония, Королевство Бавария — 12 июля 1952, Мюнхен, ФРГ) — немецкий кардинал. Епископ Шпайера с 7 января 1911 по 24 июля 1917 года. Архиепископ Мюнхена и Фрайзинга с 24 июля 1917 по 12 июня 1952 года. Кардинал-священник с 7 марта 1921 года, с титулом церкви Сант-Анастазия с 10 марта 1921 года. Кардинал-протопресвитер с 11 мая 1952 года.

## Биография
Посвящён в духовный сан в 1892 году, в 1903 году был преподавателем Ветхого Завета в Страсбурге. О Первой Мировой войне высказывался как об «образце справедливой войны, ведущейся в отместку за убийство в Сараеве».
В 1933 году кардинал Михаэль фон Фаульхабер произнес проповедь, в которой заявил, что после смерти Христа Израиль был отлучен от служения Откровению: «Израиль не опознал времени своего призвания. Он отверг Помазанника Божьего и повел Его на Крест…. Дщери Сиона получили разводную, и с тех пор иудеи осуждены вечно скитаться по всей земле». Таким образом было положено начало для государственного антисемитизма в Германии. Данный тезис предполагает, что Завет с иудеями был отменен с появлением Христа. На протяжении всей истории христиане часто задавали вопрос, остается ли Израиль народом Божьим. Однако никто не рассматривал в ту эпоху быстрорастущего нацизма уже имеющееся обетования Бога Израиля о своём народе: Иер 31:36 "Если сии уставы (законы природы) перестанут действовать предо Мною, говорит Господь, то и племя Израилево перестанет быть народом предо Мною навсегда." 
В июле 1936 года, узнав о том, что швейцарские церковные руководители обратились к своей пастве с призывом молиться о смерти Гитлера, Фаульхабер призвал католиков молиться за жизнь фюрера. Несмотря на продолжающиеся нападки на церковь, кардинал Фаульхабер старался смягчить отношения с нацистскими властями. 4 ноября 1936 года он был приглашён Гитлером в ставку Бергхоф, в Оберзальцберг, где во время трёхчасовой беседы фюрер заверял кардинала в беспочвенности опасений последнего касательно судьбы католицизма в Германии.
9 ноября 1938 года кардинал выразил сочувствие евреям, пострадавшим во время погромов в «Хрустальную ночь» и поддержал призыв главного раввина Мюнхена о спасении культовых объектов (синагог) от разрушения. Во время подготовки Июльского заговора 1944 года Карл Фридрих Гёрделер, один из главных участников движения Сопротивления в Германии, безуспешно пытался привлечь Фаульхабера на свою сторону. После провала попытки переворота и казни его участников гестапо тщательно допрашивало кардинала, особенно о его встречах с Гёрделером. Архиепископ публично осудил участников неудавшегося путча и подтвердил свою личную преданность и лояльность Гитлеру.